# Schlacht in den Westalpen
Schlacht um die Niederlande

Maastricht – Mill – Den Haag – Rotterdam – Zeeland – Grebbeberg – Afsluitdijk – Bombardierung von Rotterdam
Invasion von Luxemburg

Schusterlinie
Schlacht um Belgien

Fort Eben-Emael – K-W-Linie – Dyle-Plan – Hannut – Gembloux – Lys
Schlacht um Frankreich

Ardennen – Sedan – Maginot-Linie – Weygand-Linie – Arras – Boulogne – Calais – Dünkirchen (Dynamo – Wormhout) – Abbeville – Lille – Paula – Fall Rot – Aisne – Westalpen – Cycle – Saumur – Lagarde – Aerial – Fall Braun
Als Schlacht in den Westalpen (italienisch Battaglia delle Alpi Occidentali, französisch Bataille des Alpes) bezeichnet man die Kriegshandlungen zwischen dem Königreich Italien und Frankreich in der Zeit zwischen Italiens Kriegserklärung an Frankreich und Großbritannien am 10. und dem 25. Juni 1940, nachdem am Tag zuvor der französisch-italienische Waffenstillstand in Rom unterzeichnet worden war.

## Vorgeschichte
Während der letzten Etappen des deutschen Westfeldzuges marschierte die italienische Armee unter dem Oberbefehl von Kronprinz Umberto von Savoyen an der Grenze zu Frankreich auf und eröffnete am 21. Juni 1940 einen erfolglosen Angriff an der in diesem Abschnitt stark befestigten Maginotlinie.

## Verlauf
Die französische Armée des Alpes unter General René Olry zählte nominell zwar 175.000 Mann, am 10. Juni standen aber nur ungefähr 85.000 Soldaten an der Front. Weitere 30.000 Soldaten wurden zwar zusätzlich im Raum Lyon gesammelt, kamen aber aufgrund mangelnder Ausbildung und Bewaffnung nicht zum Einsatz, während etwa 70.000 ältere Reservisten zur Verfügung standen, aber niemals in Kämpfe eintraten.
Am Vorabend des Angriffs der italienischen 4. Armee (General Guzzoni) konnte General Olry folgende Verbände zur Abwehr des Gegners bereitstellen:
XIV. Armeekorps, General Etienne Beynet
- 66. und 64. Infanteriedivision, General Boucher und de Saint-Vincent
- Befestigter Sektor Savoyen, Oberst de la Baume und General Cyvoct
- Befestigter Sektor Seealpen, General Magnien

XV. Armeekorps, General Alfred Montagne
- 65. Infanterie-Division Division, General de Saint-Julien
- 2. Kolonial-Division, General Maignan

## Folgen
Erst nach dem Zusammenbruch der französischen Armee angesichts des unaufhaltsamen Vormarsches der deutschen Wehrmacht war die Regierung von Philippe Pétain gezwungen, einen Waffenstillstand mit Deutschland einzugehen. Im Rahmen dieser Verhandlungen wurde dem besiegten Frankreich auferlegt, sich auch dem italienischen Verbündeten zu ergeben. Nach begrenzten territorialen Gewinnen und einem erheblichen strategischen Scheitern der italienischen Armee wurde am 24. Juni 1940 in der Villa Incisa bei Rom ein separater Waffenstillstand zwischen Frankreich und Italien unterzeichnet, der am folgenden Tag in Kraft trat. Direkt im Anschluss daran begann die italienische Besetzung Südostfrankreichs.